# Тед Банді
Тед Ба́нді (англ. Ted Bundy; при народженні — Теодо́р Ро́берт Ко́велл, англ. Theodore Robert Cowell; нар. 24 листопада 1946, Берлінгтон, Вермонт, США — пом. 24 січня 1989, Флорида, Райфорд, США) — американський серійний убивця, різник, ґвалтівник, некрофіл, викрадач, канібал, причетний до вбивства багатьох молодих жінок та дівчат протягом 1970-х років та можливо раніше, визнаний винним у вбивстві в 1974—1978 роках 30 жінок, хоча справжня кількість жертв залишається невідомою і ймовірно перевищує 100. Уважається одним із найжорстокіших серійних убивць в історії США. Страчений на електричному стільці 24 січня 1989 році у Флориді.
Зазвичай Банді знайомився зі своїми жертвами в громадських місцях, симулюючи фізичні вади або видаючи себе за представника влади, потім заманював до себе в машину, викрадав, катував, ґвалтував‎ та вбивав у самотніх місцях. Іноді він вламувався до будинку своїх жертв, бив дубинкою, ґвалтував та душив. Після вбивства він знову їх неодноразово ґвалтував, потім розчленовував, мінімум 12 жертв він розрізав ручною пилою, забирав їхні частини тіла з собою як сувеніри. Судячи з деяких уцілілих тіл жертв, Банді також практикував канібалізм.
Біограф Енн Рул описала Банді як «садиста та соціопата, який отримує задоволення від болю жертв та відчуває владу в момент їхньої смерті». Він описував себе як «найбезсердечнішого сучого сина, якого ви могли зустріти».

## Біографія

### Ранні роки
Теодор Роберт Ковелл народився 24 листопада 1946 року в притулку Елізабет Лунд для матерів-одиначок в місті Берлінгтон, штат Вермонт. Він був першою дитиною 22-річної Елеонори Луїзи Ковелл (1924—2012), дівчини з поважної заможної родини, яка після народження сина повернулася до будинку батьків у Філадельфії. Про батька майбутнього вбивці нічого не відомо, є чутки про те, що це міг бути моряк та ветеран повітряних сил США Ллойд Маршал, проте точних даних про це немає. За словами матері Банді, батьком імовірно міг бути ветеран війни Джек Вортингстон, який покинув Елеонору одразу після того, як вона завагітніла. За словами деяких родичів, Тед міг народитися в результаті інцесту між Елеонорою та її батьком, Семуелем Ковеллем.
Кілька разів Елеонор змінювала відомості про батька Теда, та й сама своє материнство приховувала, адже громадськість у той час негативно сприймала позашлюбних дітей, і, побоючися осуду, батьки дівчини вирішили приховати її вагітність і видавали Теда за свого сина, а Елеонор — за його старшу сестру. Усе своє дитинство Тед вважав, що батьки Луїзи були його батьками, а вона його сестрою. Однак, пізніше, у 1951 році Луїза забрала сина і переїхала до штату Вашингтон, де змінила своє прізвище з Ковелл на Нельсон та одружилася з новим чоловіком — Джоном Банді, який пізніше всиновив Теда. Офіційно відомо, що Тед знайшов своє свідоцтво про народження і розкрив сімейну таємницю, але коли це сталося, невідомо. Деякі психіатри вважають, що момент розкриття став першою травмою Теда, яка вплинула на подальшу його поведінку, але можливо мала місце і спадковість. Дід хлопчика був досить жорстоким тираном: ненавидів меншини, бив дружину, тримав усіх у будинку в лабетах і жорстоко поводився з тваринами. Бабуся Теда мала схильність до депресій і періодично від них лікувалася.
У школі Тед був добрим, але дещо сором'язливим учнем, вмів добре говорити, стильно одягався і привертав увагу дівчат. Після закінчення школи вступив до Університету П'юджет-Саунд, де також добре навчався. На другому курсі Тед Банді перевівся до Вашингтонського університету в Сіетлі і у 1972 році успішно закінчив його за спеціальністю «психологія». У ньому він добре вивчив китайську мову. Там у нього зав'язалися романтичні стосунки з дівчиною, справжнє ім'я якої він так і не назвав, у біографії злочинця вона з'являлася під різними іменами. Дівчина була із забезпеченої сім'ї, але їхні стосунки нічим хорошим не закінчилися — вона його кинула і повернулася до батьків. Психіатри відзначали, що, можливо, цей розрив став ще одним переломним моментом для психічного здоров'я Теда.
Через те, що Банді був у молоді роки занадто сором'язливим, товариші по університету вважали його одинаком, він довгими роками не мав дівчини. Лише у 1967 році Банді познайомився з жінкою, до якої мав сильні почуття і які зберіг на довгі роки. Незважаючи на це, дівчині Банді не сподобався і вона залишила його, що призвело до глибокої депресії. У цей час він почав скоювати дрібні крадіжки у магазинах і поступово позбувся сором'язливості та невпевненості, і навіть знайшов іншу подругу, з котрою у Банді були значно кращі стосунки. З часом, більш впевнений у собі і успішний Банді привернув увагу інших жінок і своєї колишньої коханки. У період навчання у Вашингтонському університеті купив свій перший автомобіль — бежевий «Фольксваген жук».
У 1972 році Банді почав працювати у передвиборчій кампанії республіканського губернатора штату Вашингтон Дена Еванса. Після своєї перемоги Еванс призначив Банді помічником голови Республіканської партії штату Вашингтон. У цей час у нього також з'явилося бажання стати адвокатом і у 1973 році, завдяки гарним рекомендаційним листам колишніх учителів та губернатора, Тед Банді поступив до Університету Юти, де вивчав юриспруденцію. Навчання він, однак, не закінчив, маючи посередні оцінки, і поступово припинив усі стосунки із подругами, оскільки саме в цей час Банді почав свою серію вбивств жінок у штаті Юта.
Деякі психіатри припускають, що ці недосконалі результати стали третьою руйнівною складовою, яка похитнула психіку Теда, адже він завжди хотів бути найкращим з усіх. Освіта у Банді була чудовою і він, хоч і не виявляв найкращих результатів у навчанні, все ж добре розбирався в психології і юриспруденції, що в кінцевому результаті зіграло йому на руку.

### Убивства

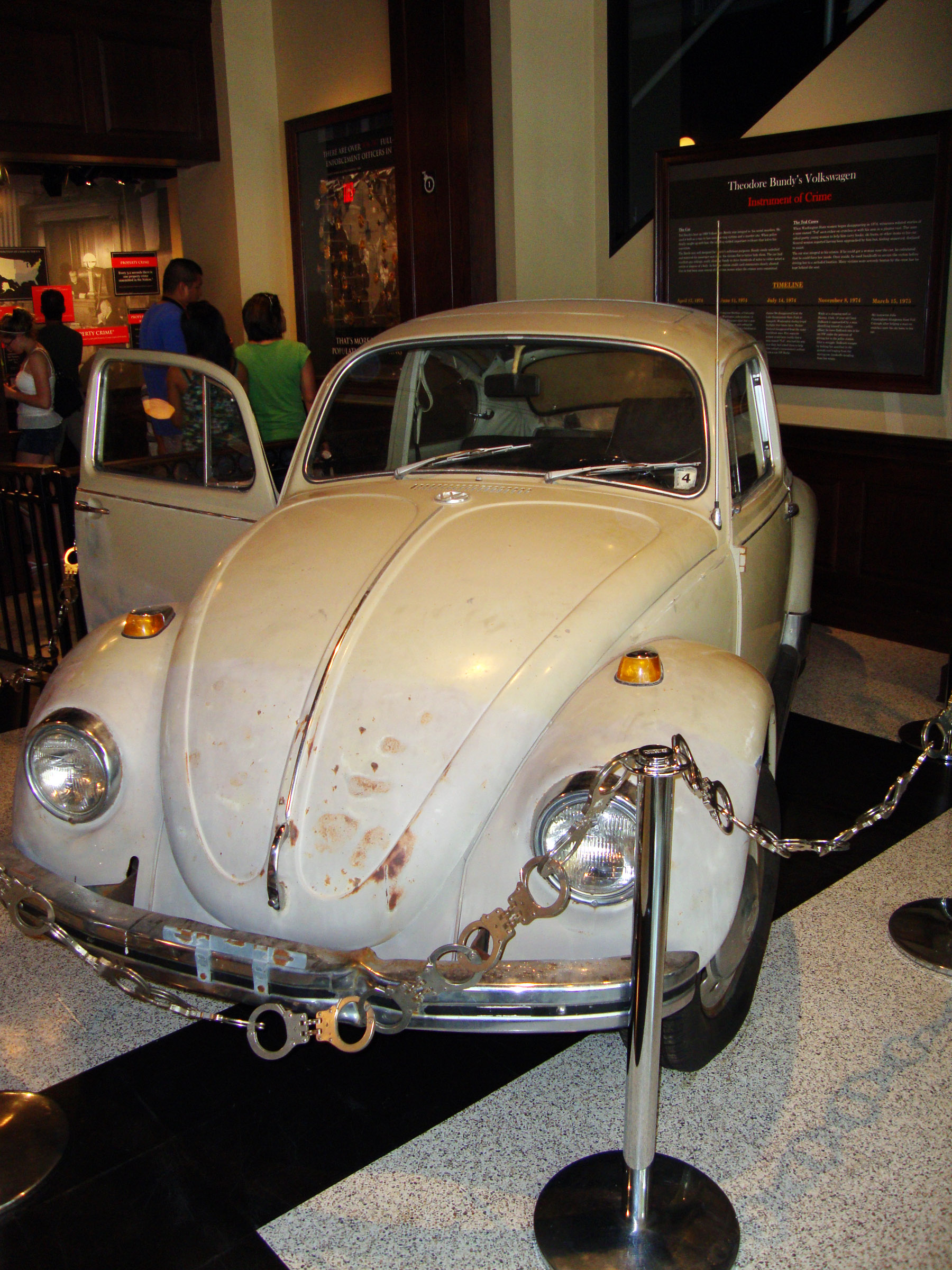
Фольксваген, який належав Банді й у якому він скоїв деякі свої вбивста

У 1974 році раптом почали зникати молоді жінки, переважно в університетських містечках штатів Вашингтон і Орегон. Чи були перші вбивства Банді раніше, так і не стало відомо, адже зізнався він лише у 36-ти вбивствах, хоча більшість дослідників вважають, що кількість жертв маніяка перевалює за сотню, а вбивати він почав набагато раніше. Здебільшого свідки пам'ятали про привабливого молодого чоловіка, який звертався до молодих жінок по допомогу і котрі потім назавжди зникали. Довгий час поліції не вдавалося вийти на слід вбивці. Першими задокументованими жертвами Банді вважаються студентки Вашингтонського університету: танцюристка Карен Спаркс і ведуча прогнозу погоди Лінда Гілі. Банді тоді було 27 років. І того року студентки коледжу почали зникати приблизно по одній на місяць. У листопаді 1974 року Банді у формі поліціянта здійснив напад на Керол Деронч, якій вдалося втекти та надати поліції, крім опису злочинця, також зразок його крові, який він залишив на її куртці під час спроби вбивства. Всього через кілька годин після нападу на Деронч зникла також 17-річна Деббі Кент.
Приблизно в цей період Банді влаштувався помічником директора Консультативної комісії із запобігання злочинності в Сіетлі, де сам написав брошуру для жінок про запобігання зґвалтуваням.
Саме в цей час у лісі поліція знайшла могилу з рештками жінок, які раніше зникли у Вашингтоні й Юті. Поліцією обох штатів був зроблений психологічний портрет та фоторобот людини, яку жертви називали Тед. Тед знайомився з жінками, коли на милицях або з гіпсом на руці звертався до них по допомогу, просив їх допомогти йому дійти до машини або донести його портфель. Далі він нападав на них, бив до непритомності та жорстоко ґвалтував. Тіла Банді розчленовував. Дані про групу крові вбивці й опис автомобіля Фольксваген, яким користувався Банді, були передані в поліційні служби обох штатів. Тіла загиблих жінок також мали сліди удару тупим предметом по голові, були зґвалтовані, тому одразу з'явилася підозра в серійних убивствах. Протягом подальших кількох місяців було знайдено ще п'ятьох убитих жінок у штаті Колорадо, які мали схожі сліди удару по голові, можливо, із застосуванням лома.
Єдиною жертвою, якій удалося втекти від Банді, була 18-річна Керол Деронч. Коли вона прогулювалася торговим центром, Тед підійшов до неї та прикинувся поліцейським. Він сказав, що її машину зламали та запропонував їй поїхати з ним до відділку, щоб написати заяву. Щойно вони від'їхали з паркування, Керол зрозуміла, що чоловік везе її в протилежному від дільниці напрямку, і вискочила з машини. Банді погнався за нею, намагався її побити, але вона вирвалася і зупинила машину, що проїжджала повз місце злочину. Керол попросила відвезти її до відділку, де в подробицях все розповіла й описала маніяка. У проміжках між цими злочинами Банді зустрічався з Елізабет Кендалл. Вона була розлученою матір'ю-одиначкою з дочкою. Після того, як у пресі почали з'являтися статті про маніяка і його опис, вона тричі повідомляла поліції, що її хлопець схожий на людину з новин, але її слова серйозно не сприймали.

### Арешт і суд
У серпні 1975 року поліція зупинила Теда Банді за порушення правил дорожнього руху. Його поведінка викликала підозру поліцейських, коли Банді, вимкнувши фари автомобіля, спробував втекти від них. Коли поліція нарешті наздогнала його і обшукала автомобіль, там були знайдені наручники, льодоруб, лом, маска з колготок і декілька інших підозрілих речей. Коли поліцейські помітили, що було відсутнє одне переднє сидіння, Банді арештували за підозрою в крадіжці автомобіля. Порівнявши пізніше речі, знайдені у фольксвагені Банді, з описом, який склала Деронч, її було запрошено до поліції для опізнання. Керол Деронч не тільки упізнала наручники, в які Банді намагався її закути, але також упізнала й самого Банді в лице. Судові розгляди тяглися тривалий час, але в результаті через незаперечні докази, знайдені у квартирі та машині Банді, він був засуджений. Двічі злочинець утікав із в'язниці, але все ж його ловили і повертали назад. За звинуваченнями у спробі викрадення Деронч у лютому 1976 року Банді був визнаний винним і засуджений судом до 15 років тюремного ув'язнення. Незважаючи на це, поліція продовжила розслідування інших вбивств, в яких запідозрювали Банді. Зокрема, його звинуватили в убивствах у штаті Колорадо, де жінки зникали на початку 1975 року. У жовтні 1976 року Банді були пред'явлені звинувачення в убивстві Керін Кемпбелл.
Тед став справжньою суперзіркою, адже суд транслювали в усіх штатах і в декількох зарубіжних країнах. Сам засуджений завжди з'являвся на засідання бездоганно убраний і дуже ефектно і ввічливо поводився з присяжними і суддею. Банді більше був схожий на суперзірку, ніж на злочинця. Багато дівчат приходили під будівлю суду, не вірячи, що такий елегантний красень може бути страшним маніяком-убивцею
Коли у Колорадо розпочався новий суд, Тед Банді взявся захищати себе сам, без адвокатів. Як власний адвокат Банді міг з'являтися в суді без наручників і використовувати юридичну бібліотеку в будівлі суду для підготовки справи. Саме звідти, у червні 1977 року йому вдалося втекти, однак уже через 6 днів його знову було арештовано. Наступна втеча Банді була більш вдалою. 30 грудня 1977 року йому вдалося протиснутися у дірку в даху камери і знову втекти з тюрми. Цього разу Банді попрямував до міста Таллахассі, штат Флорида, де він зняв квартиру біля місцевого університету. Невдовзі й тут почали зникати жінки.
14 січня 1978 року Банді пробрався до жіночого гуртожитку в університетському містечку і задушив двох жінок. Його жертви були також жорстоко побиті, зґвалтовані і мали на тілах сліди тортур. Двоє інших жертв, однак, після тортур та зґвалтування залишилися живими, оскільки одна із однокурсниць жертв несподівано повернулася до гуртожитку і Банді втік, не встигши вбити їх. Того ж самого вечора Банді здійснив напад ще на одну жінку і поліція знайшла на місці злочину маску, схожу на ті, що були у затриманій раніше машині Банді.

### Другий арешт і страта

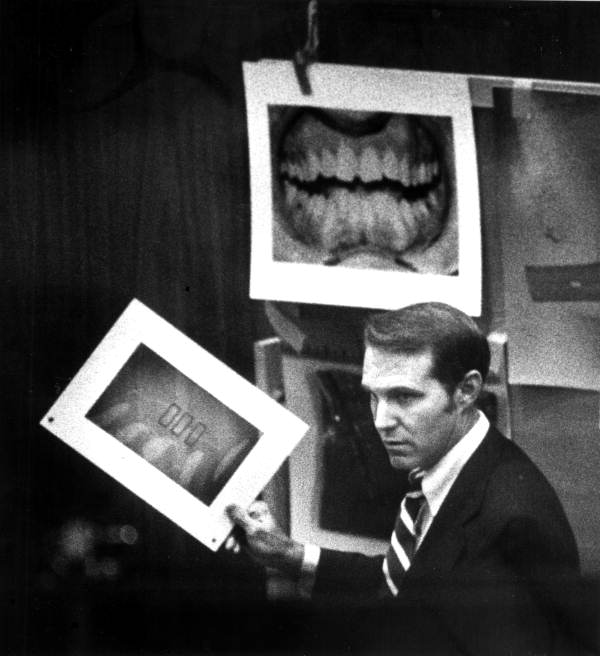
Знімки зубів Банді, за допомогю яких вдалося довести що на останніх жертвах були його укуси.

Наступне вбивство 12-річної Кімберлі Ліч Тед Банді скоїв 9 лютого 1978 року. Лише через тиждень після зникнення дівчини поліція зупинила його машину і Банді знову арештували. Цього разу, під час скоєння злочинів у гуртожитку Банді впізнали живі свідки і вони на суді давали свідчення проти нього; відбитки його зубів на тілах жінок були підтверджені під час стоматологічної експертизи. У суді 25 червня 1979 року Банді знову захищав себе сам і відмовився визнавати себе винним. Незважаючи на це, за вбивства двох студенток у гуртожитку Банді був визнаний винним і засуджений до смертної кари, але продовжував відтягувати виконання вироку ще протягом дев'яти років. 8 січня 1980 року розпочався другий суд за вбивство Кімберлі Ліч. Банді цього разу дозволив адвокатам представляти його і наполягати на наявності психічних розладів і через це — непідсудності.
Під час винесення звинувачувального вироку Банді здивував усіх, коли безпосередньо у приміщенні суду одружився із своїм свідком та колишньою колегою Керол Бун. Бун була переконана в невинуватості Банді і пізніше народила від нього дитину. У камері смертників, очікуючи виконання вироку, Банді нарешті зізнався в деяких зі своїх злочинів, розповів слідчим про деталі вбивств, знущання з тіл, некрофілію та розчленувння тіл жертв. Зокрема, за власним визнанням, Банді зберігав як сувеніри голови деяких зі своїх жертв. Слідчі підозрювали, що загальна кількість жертв Теда Банді перевищувала 100 жінок. Причиною цієї серії вбивств сам Банді визначав вплив на нього порнографії в молодому віці. Після зізнання Банді Керол Бун розлучилася з ним. Страта на електричному стільці була виконана о 7:13 ранку 24 січня 1989 року.

## В масовій культурі
Фільми
- Навмисний незнайомець (1986) — Марк Гармон
- Тед Банді (2002) — Майкл Рейлі Берк
- Незнайомець поруч зі мною (2003) — Біллі Кемпбелл
- Річкова людина (2004) — Кері Елвес
- Банді: американська ікона (2008) — Корін Немес
- Упіймання вбивці з Грін-Рівер (2008) — Джеймс Марстерс
- Звабливий, Поганий, Злий (2019) — Зак Ефрон
- Тед Банді: Американський бугімен (2021) — Чад Майкл Мюррей[8]
- Звір у його голові (2021) — Люк Кірбі

### Пісні
- «Теде… просто визнай це» — Jane's Addiction[9]
- «Lotta True Crime» — Penelope Scott[10]
- «Video Crimes» — Tin Machine
- «Ted Bundy» — Theory of a Deadman[11]
- «I, Motherfucker (Ted Bundy)» — Church of Misery